# 高見昌宏
高見 昌宏（たかみ まさひろ、1968年7月11日 - ）は、三重県出身の元プロ野球選手（捕手）。

## 来歴・人物
木本高校では2年夏の県大会ベスト4、秋は3位で東海地区大会に出場すると享栄高の近藤真一の前に敗退し、甲子園には出場できなかった。中学、高校共に4番捕手だった。卒業後は愛知学院大学に進学予定だったが、1986年オフにドラフト外で読売ジャイアンツへ入団した。
プロ10年目の1996年5月28日、16対2の大差がついた試合に仁志敏久の代打で初出場を果たし、プロ初打席を安打で飾るが、その後出番はなく二軍落ち。再昇格後、9月7日の対広島戦で初めて一軍マスクをかぶるが、木田優夫の球を捕れずサヨナラワイルドピッチを演じた。この投球は、「ワンバウンドもしていない球。すみません」と本人が述べたように「実質的に捕逸」と評され、またこの試合の延長10回表には無死二塁で送りバントを試みるも三塁封殺となるミスもあり、結局二軍落ちとなった。その後は一軍での出場がなく、これが一軍で守備についた唯一の試合となった。その年は二軍では41試合で.277、7本と好調で、日本シリーズ第1戦で村田真一が負傷したため、急遽黒潮リーグから呼ばれて第2戦のベンチ入りをしている。
1997年限りで現役を引退。引退後は二軍用具係、読売ジャイアンツの一軍マネージャー等を務めるなど裏方としてチームを支え、2022年現在はホームタウン推進部長兼ジャイアンツ球場長を務めている。

## 詳細情報

### 年度別打撃成績
| 年 度     | 球 団     | 試 合 | 打 席 | 打 数 | 得 点 | 安 打 | 二 塁 打 | 三 塁 打 | 本 塁 打 | 塁 打 | 打 点 | 盗 塁 | 盗 塁 死 | 犠 打 | 犠 飛 | 四 球 | 敬 遠 | 死 球 | 三 振 | 併 殺 打 | 打 率 | 出 塁 率 | 長 打 率 | O P S |
| --------- | --------- | ----- | ----- | ----- | ----- | ----- | -------- | -------- | -------- | ----- | ----- | ----- | -------- | ----- | ----- | ----- | ----- | ----- | ----- | -------- | ----- | -------- | -------- | ----- |
| 1996      | 巨人      | 2     | 2     | 2     | 0     | 1     | 0        | 0        | 0        | 1     | 0     | 0     | 0        | 0     | 0     | 0     | 0     | 0     | 0     | 0        | .500  | .500     | .500     | 1.000 |
| 通算：1年 | 通算：1年 | 2     | 2     | 2     | 0     | 1     | 0        | 0        | 0        | 1     | 0     | 0     | 0        | 0     | 0     | 0     | 0     | 0     | 0     | 0        | .500  | .500     | .500     | 1.000 |

### 年度別守備成績
| 年度 | 試合 | 企図数 | 許盗塁 | 盗塁刺 | 阻止率 |
| ---- | ---- | ------ | ------ | ------ | ------ |
| 1996 | 1    | 0      | 0      | 0      | .―     |

### 記録
- 初出場：1996年5月28日、対ヤクルトスワローズ9回戦（明治神宮野球場）、9回表に仁志敏久の代打で出場
- 初打席・初安打：同上、9回表に松元繁から

### 背番号
- 69 （1987年 - 1993年）
- 64 （1994年 - 1997年）